# Bromoperoxydase
Une bromoperoxydase est une oxydoréductase qui catalyse la réaction :
RH + HBr + H2O2  {\displaystyle \rightleftharpoons }  RBr + 2 H2O
Chez les rhodophytes (algues rouges) et les phéophycées (algues brunes), ces enzymes contiennent l'anion vanadate,,,, VO43−.